# فرمانت (اکلاهما)
فرمانت(به انگلیسی: Fairmont) شهری در ایالت اکلاهما کشور ایالات متحده آمریکا است که جمعیت آن در سرشماری سال ۲۰۱۰ میلادی، ۱۳۴ نفر بوده‌است.